# American Football in Österreich

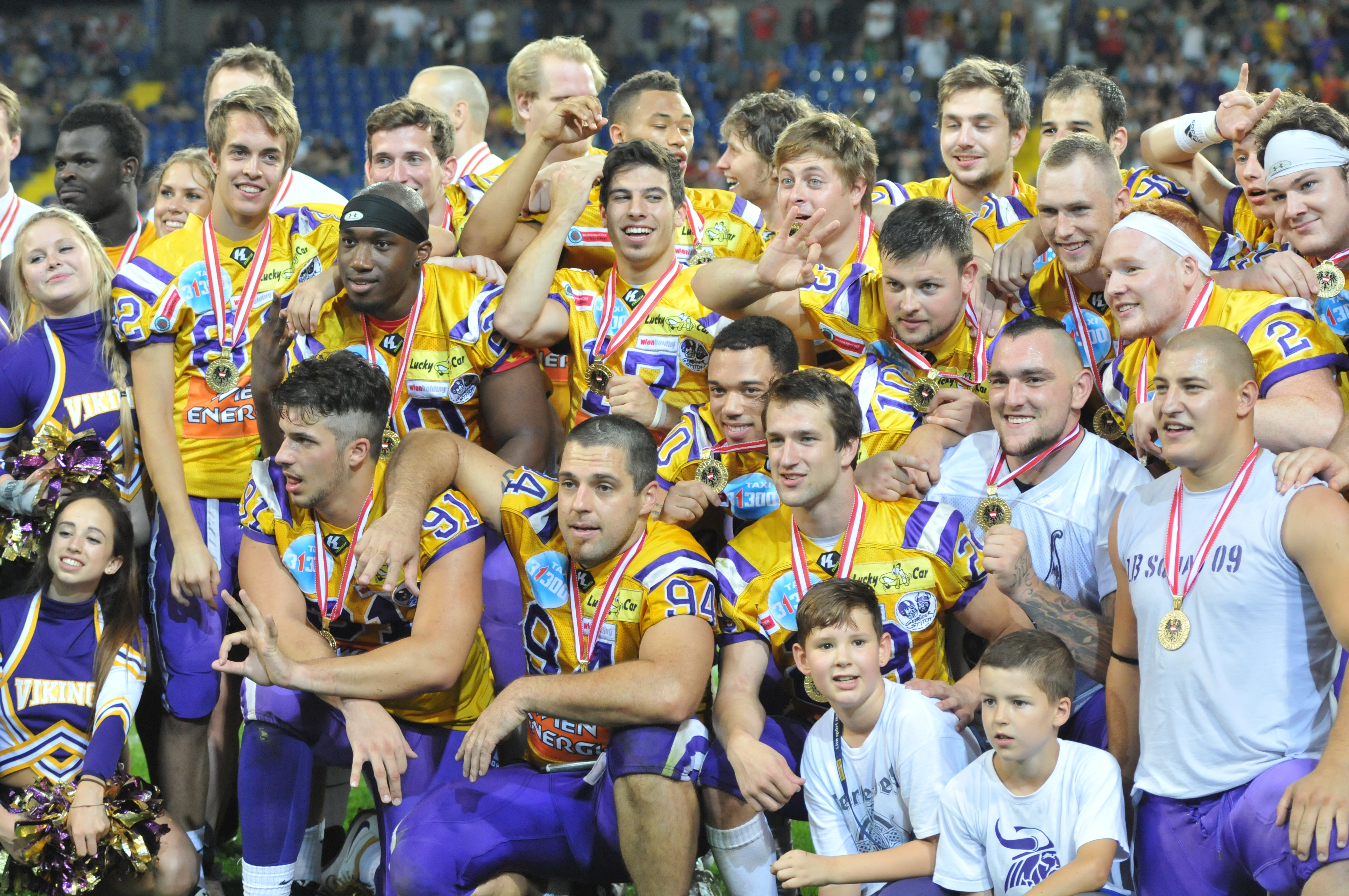
Die Vienna Vikings als Sieger nach dem Liga-Finale 2014, dem 30. Austrian Bowl, der in St. Pölten stattfand.

American Football in Österreich wird seit 1979 als Sport betrieben. Die höchste Liga, in der jedes Jahr um den Austrian Bowl gespielt wird, ist die Austrian Football League. Sie wird vom American Football Bund Österreich (AFBÖ) ausgerichtet.

## Geschichte
Als erster American-Football-Verein Österreichs und einer der ersten in Europa, wurden 1979 die Vienna Ramblocks gegründet. Es folgten 1981 das 1. Grazer Football-Team, später Graz Giants. Die Teams veranstalteten 1982 Spiele in verschiedenen österreichischen Städten, die zu weiteren Vereinsgründungen führten, zum Beispiel die Salzburg Lions oder die Linz Rhinos.
Für die erste Europameisterschaft 1983 wurde eine Nationalmannschaft gebildet, die in den zwei Spielen des Turniers jedoch keinen Punkt machte. In Folgejahr wurde der österreichische Spielbetrieb in zwei Ligen aufgenommen. Erster Staatsmeister wurden die Salzburg Lions, die im Austrian Bowl I die Graz Giants mit 27:10 besiegten.

## Österreichischer Football im internationalen Vergleich

### Nationalmannschaft
Seit Ende 2005 stellt Österreich nach langer Zeit auch wieder ein Herrennationalteam, welches von Rick Rhoades geleitet wird.

#### Turniere in Österreich
Vom 8. bis 16. Juli 2011 fand die 4. American Football Weltmeisterschaft in Österreich statt. Spielorte sind Innsbruck, Graz und Wien. Das Finale wurde im Wiener Ernst Happel Stadion am 16. Juli 2011 ausgetragen.
Im Jahr 2014 fand die Football Europameisterschaft in Graz, St. Pölten und Wien statt, bei der Österreich bis ins Finale im Ernst Happel Stadion vordrang, dort jedoch vor über 30.000 Zuschauern Deutschland in Double Overtime unterlag.

### Europäische Wettbewerbe
Österreichische Vereine sind erfolgreich in den europäischen Ligen vertreten. Die  Vienna Vikings gewannen so in den Jahren 2004, 2005, 2006 und 2007 den Eurobowl, den höchsten Titel im europäischen Amateur-Football, was den Raiders Tirol 2008, 2009 und 2011 gelang. Der zweithöchste Titel Europas, der EFAF-Cup, konnte 2002, 2006 und 2007 von den Graz Giants errungen werden, ebenso 2004 von den Swarco Raiders Tirol.
Seit 2022 spielen die Vienna Vikings und die Raiders Tirol in der europaweiten European League of Football (ELF). Dabei konnten die Vikings im ersten Jahr den Titel der ELF gewinnen.